# Speedy (entreprise)
Pour les articles homonymes, voir Speedy.
 (avril 2019).
Speedy France est une entreprise française d'entretien et réparation rapide automobile. Elle est dirigée par Eric Terefenko depuis juillet 2018 succédant à Jacques Le Foll (2008 - 2018).   
Le réseau Speedy compte près de 600 centres dans le monde (dont 486 France métropolitaine et 76 dans les DOM-TOM et à l’international). 

## Historique
(octobre 2016).
- 1978 : création de Speedy en France, spécialiste du pot d’échappement
- 1983 : élargissement de l’offre en proposant de nouveaux services : amortisseurs, freins, batteries et vidanges.
- 1985 : création des « 5 engagements » Speedy. Premier spot publicitaire à la télévision.
- 1991 : Speedy achète à l'entreprise Shell la société Plein Pot comprenant 80 centres en France dépassant ainsi les 200 centres. Développement du réseau en franchise.
- 1992 : Speedy lance l’activité pneumatique.
- 1995 : Speedy acquiert les 73 centres du réseau Virage, et compte alors 360 points de service.
- 1998 : création de la société Speedy France[2].
- 1999 : Speedy rejoint le groupe Kwik Fit, premier réseau européen de réparation rapide, qui compte près de 2 000 points de service. 1re implantation à l’international.
- 2000 : création de « Speedy Fleet », activité destinée à l’entretien des véhicules de flottes d'entreprise. Lancement des prestations révision et courroie.
- 2004 : Speedy acquiert d'Axto le réseau de 43 centres de réparation automobile.
- 2005 : Speedy lance l’activité climatisation.
- 2006 : Speedy lance l’activité vitrage (réparation et remplacement de pare-Brise) sous le nom Speedy Glass
- 2007 : Speedy France dispose de près de 500 centres. Speedy a réalisé un chiffre d’affaires de 274 millions d’euros cette année là.
- 2008 : Speedy France se lance sur Internet avec sa boutique en ligne de ventes de pneumatiques.
- 2011 : Kwik-Fit est repris par le groupe japonais Itochu. Itochu souhaitant avant tout opérer des synergies entre les actifs britanniques de Kwik-Fit et sa filiale distribution de pneus Stapleton's, le groupe japonais engage la revente de Speedy.
- 2011 : en octobre 2011, le président de Speedy, Jacques le Foll, réalise un « management buy out » sur Speedy, avec l’aide de la Mauritius Commercial Bank. Le Comité d'entreprise de Speedy valide cette offre de rachat en octobre 2013.
- 2012 : Speedy France est absorbée par le holding Speedy Investissement qui prend le nom de Speedy France[3].
- 2013 : lancement du nouveau concept : modernisation de l’enseigne et développement de la visibilité, mise en place d’un plan de rénovation progressif des centres Speedy.
- 2016 : Speedy est racheté par le groupe japonais Bridgestone dans une optique d’accélération de sa croissance en Europe. Dans la foulée du rachat de Speedy par Bridgestone, un plan d’investissement et de redéploiement stratégique de l’entreprise a été mis en place. Ce plan a engagé la mutation de l'entreprise vers des activités à plus forte valeur ajoutée, comme le contrôle de la climatisation, les révisions complètes ou le remplacement de la courroie de distribution.
- 2019 : l’entretien complet des véhicules est possible.
- 2024 : En avril, l'entreprise est victime d'un piratage avec un possible vol des données clientèle[4].

## Franchise
En rachetant le réseau Plein Pot, filiale du groupe Shell en 1991, Speedy a fait son entrée sur le marché de la franchise. Les rachats du réseau Virage à Total en 1996 puis du réseau Axto à Autodistribution en 2004 ont accéléré le déploiement de l’enseigne. Celle-ci rassemble plus de 130 points de service qui, avec les 350 intégrés, permettent d’obtenir un maillage du territoire. Speedy est également présente à l'outre-mer et à l’international : en Algérie, en Belgique, au Maroc, en Espagne, en Tunisie, en Égypte mais aussi en Turquie et au Sénégal.

## Identité visuelle

Logos
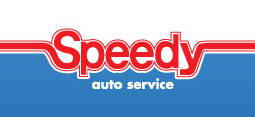
Ancien logo de Speedy